# 이로당 소장 일괄문서
이로당 소장 일괄문서(頤老堂 所藏 一括文書)는 전라남도 나주시 서내동 48에 있다. 2006년 12월 30일 나주시의 향토문화유산 제1호로 지정되었다.

## 개요
이로당 소장 향리 관련 자료는 그 예가 드물어서 사료적 가치가 매우 높다. 조선시대 향리는 군현의 행정 실무를 담당하기 때문에 영향력이 상당했다. 수령이 향리의 도움 없이 원활한 통치를 편다는 것은 불가능하기 때문이다. 또한 향리는 관청 권력과 대항 관계에 있는 지방 사족에게도 무시할 수 없는 존재였다. 따라서 조선시대 향촌 사회를 제대로 이해하기 위해서는 수령과 사족 못지않게 향리를 들여다봐야 한다. 하지만 전국적으로 향리와 관련한 자료는 많지 않다. 특히 향리 개인이나 일, 가문의 자료가 아닌 군현 차원의 것은 더욱 그러하다. 이로당 소장 자료가 중요한 까닭은 여기에 있다.
무엇보다 이것은 나주목(羅州牧)의 자료이다. 나주를 흔히 '천년 목사골'이라 한다. 그런데 나주 향리가 위세를 자랑할 수 있었던 것은, 그들이 '목'의 향리였기 때문이라는 점을 무시할 수 없다. 행정 실무계층이라는 성격상, 그들이 속해 있는 군현의 행정적 지위가 곧 향리의 지위에도 영향을 미칠 수밖에 없는 것이다. 따라서 이로당 소장 향리 관련 자료는 나주목의 역사를 대변하는 자료로 봐도 손색이 없을 것이다.
나주노인회 관련 자료 역시 그 사료적 가치가 높다. 읍내에서만큼은 자신들의 세계를 구축하고 살았던 향리들이 근대라는 새로운 세상에 어떻게 적응해 갔는지 보여주는 자료이기 때문이다.